# 原宿将棋通り
原宿将棋通り（はらじゅくしょうぎどおり）とは、将棋の女流棋士4名からなるボーカルユニット。

## 概略
作詞家兼プロデューサーの松本一起の企画で2001年に結成し、2002年3月3日にWeWeC RECORDSよりデビューした。亀戸サンストリートでデビューイベントを行った が、これ以降本格的なツアーやテレビ出演などは行っていない。
2024年6月16日に大田区産業プラザPiOコンベンションホールで行われた「女流棋士発足50周年記念パーティー EAST」にて、久々に4名がそろいを復活。会場では『言って』を歌唱した。

## メンバー
段位は当時のもの。
- 清水市代女流六段
- 山田久美女流三段
- 中倉彰子女流1級
- 中倉宏美女流初段

## シングル
- 「言って／ふ、ふ、ふっ」（2002年3月3日、WeWeC RECORDS、WWC-0002）

1. 言って（作詞：松本一起、作曲・編曲：池間史規）
  - この曲名は将棋の一手とかけたもの[1]。
2. ふ、ふ、ふっ（作詞：松本一起、作曲・編曲：池間史規）